# Verteidigungsbezirkskommando 46
Das Verteidigungsbezirkskommando 46 war ein Verteidigungsbezirkskommando der Bundeswehr mit Sitz des Stabs zuletzt in Saarlouis. Hauptaufgabe des Kommandos war die Territoriale Verteidigung in seinem Verteidigungsbezirk.

## Geschichte

### Aufstellung
Das Verteidigungsbezirkskommando wurde zur Einnahme der Heeresstruktur II in den 1960er-Jahren als Teil des Territorialheeres ausgeplant und dem Befehlshaber im Wehrbereich IV unterstellt. Angelehnt an die zivilen Verwaltungsgliederung entsprach der Verteidigungsbezirk in etwa dem Land Saarland. Entsprechend war der Standort des Stabs die Landeshauptstadt Saarbrücken. Neben dem Verteidigungsbezirkskommando 10 und dem Verteidigungsbezirkskommando 20 war das Verteidigungsbezirkskommando  46 in der Heeresstruktur II das einzige Verteidigungsbezirkskommando dessen Kommandobereich ein gesamtes Land umfasste.

### Wechsel in die Streitkräftebasis
2001 wurde das Territorialheer aufgelöst. Die Wehrbereichskommandos und Verteidigungsbezirkskommandos wurden der neu aufgestellten Streitkräftebasis unterstellt. Die Wehrbereiche und Verteidigungsbezirke wurden grundlegend neu geordnet und ihre Anzahl reduziert. Das Verteidigungsbezirkskommando wechselte zum „neuen“ Wehrbereichskommando II. Zeitgleich wurden das Verteidigungsbezirkskommando 45 außer Dienst gestellt und dessen Kommandobereich, der etwa dem bereits 1999 aufgelösten rheinland-pfälzischen Regierungsbezirk Rheinhessen-Pfalz entsprach, dem Verteidigungsbezirk 46 eingegliedert. Der Verteidigungsbezirk 46 war damit einer der wenigen länderübergreifenden Verteidigungsbezirke. Der Stab des Verteidigungsbezirkskommandos 46 verlegte nach Saarlouis. Die unterstellten Verteidigungskreiskommandos wurden aufgelöst und seine Aufgabe teils den neu aufgestellten Kreisverbindungskommandos übertragen.

### Auflösung
Das Verteidigungsbezirkskommando wurde 2007 aufgelöst. Einige seiner Aufträge wurden den neu aufgestellten Landeskommandos Saarland und Rheinland-Pfalz sowie den unterstellten Bezirksverbindungskommandos übertragen.

## Gliederung
Das Verteidigungsbezirkskommando umfasste wie die meisten Truppenteile des Territorialheeres nur wenige aktive Soldaten. Erst im Verteidigungsfall konnte das Verteidigungsbezirkskommando durch die Einberufung von Reservisten und die Mobilmachung eingelagerten und zivilen Materials auf eine Truppenstärke anwachsen, die um 1989 etwa einem Regiment des Feldheeres entsprach. Die längste Zeit seines Bestehens untergliederte sich das Verteidigungsbezirkskommando abgeleitet von der zivilen Verwaltungsgliederung noch weiter in ein unterstelltes Verteidigungskreiskommando. Diesem waren mehrere Heimatschutzkompanien als Kern der infanteristisch geprägten Heimatschutztruppe unterstellt.

## Verbandsabzeichen

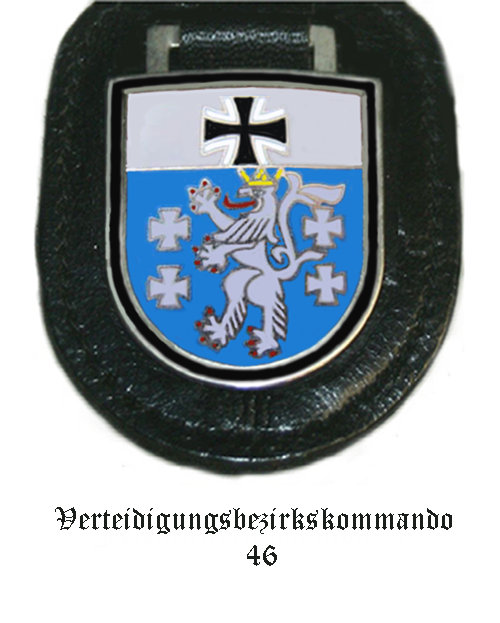
Internes Verbandsabzeichen des Stabes/Stabskompanie bis etwa 2001

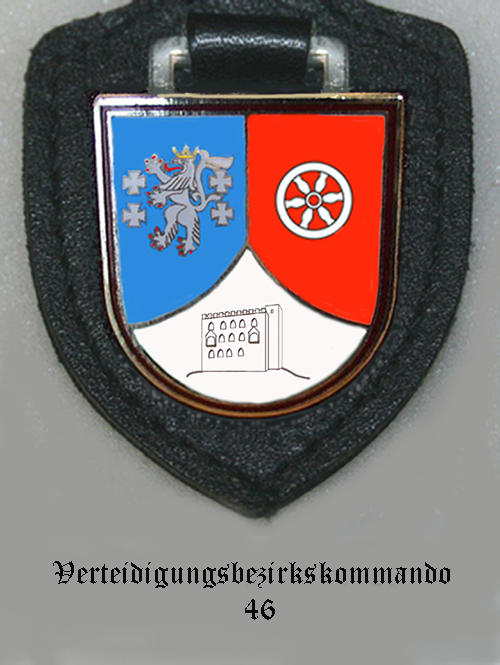
Internes Verbandsabzeichen des Stabes/Stabskompanie ab etwa 2001

Das Verteidigungsbezirkskommando führte aufgrund seiner Ausplanung als überwiegend nicht aktiver Truppenteil kein eigenes Verbandsabzeichen. Die wenigen aktiven Soldaten trugen daher das Verbandsabzeichen des übergeordneten Wehrbereichskommandos.
Als „Abzeichen“ wurde daher unpräzise manchmal das interne Verbandsabzeichen des Stabes und der Stabskompanie „pars pro toto“ für das gesamte Verteidigungsbezirkskommando genutzt. Es zeigte bis etwa 2001 im Wesentlichen als Hinweis auf den Stationierungsraum als Figur den Löwen ähnlich wie im saarländischen Landeswappen und im Saarbrücker Stadtwappen sowie das Eiserne Kreuz als Hoheitszeichen der Bundeswehr. Um dem neuen Kommandobereich Rechnung zu tragen, wurde 2001 das interne Verbandsabzeichen geändert. Es zeigte nun neben dem Saarbrücker Löwen auch das Mainzer Rad und das Hambacher Schloss.